# Quincy (Flórida)
Quincy é uma cidade localizada no estado americano da Flórida, no condado de Gadsden, do qual é sede. Foi incorporada em 1828.

## Geografia
De acordo com o United States Census Bureau, a cidade tem uma área de 20,51 km², onde 20,49 km² estão cobertos por terra e 0,03 km² por água.

### Localidades na vizinhança
O diagrama seguinte representa as localidades num raio de 32 km ao redor de Quincy.

## Demografia
Segundo o censo nacional de 2010, a sua população é de 7 972 habitantes e sua densidade populacional é de 389,1 hab/km². É a localidade mais populosa e a mais densamente povoada do condado de Gadsden. Possui 3 169 residências, que resulta em uma densidade de 154,7 residências/km².